# 阿卜杜勒·哈基姆·阿梅尔

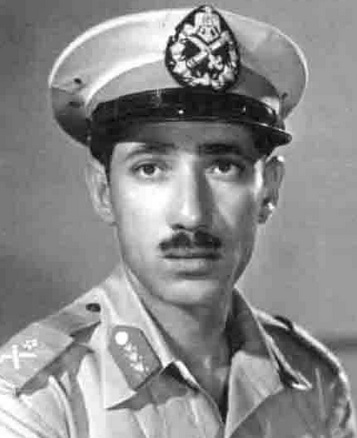
1955年任国防部长时穿军装的阿梅尔

阿卜杜勒·哈基姆·阿梅尔（英語：Abdel Hakim Amer，阿拉伯语：‎，1919年12月11日—1967年9月13日）埃及军官和政治家，曾担任埃及副总统、武装部队最高副统帅、国防部长，是埃及总统贾迈勒·阿卜杜-纳赛尔的“亲密战友”。

## 生平
1919年，出生。
1939年，毕业于埃及皇家军事学院。
1948年，毕业于开罗军事参谋学院。
1952年，参加埃及七月革命。
1953年，任共和国武装部队总司令。
1954年，兼任共和国国防部长。
1958年，任联合共和国副总统兼武装部队最高副统帅。
1967年，领导军事失误，自杀身亡。